# Càlcul multivariable
En matemàtiques, el càlcul multivariable (també anomenat càlcul multivariat) és l'extensió del càlcul en una variable a més d'una variable: la derivació i la integració de funcions de més d'una variable, en compte de només una.
Es pot entendre el càlcul multivariable com a part elemental del càlcul avançat. El cas particular del càlcul en l'espai de tres dimensions rep el nom de càlcul vectorial.

## Introducció
En el càlcul d'una sola variable, les operacions com la diferenciació i la integració s'apliquen a funcions d'una sola variable. En el càlcul multivariable, cal generalitzar aquestes operacions a funcions de diverses variables, el domini de les quals és, per tant, multidimensional. En aquestes generalitzacions, per tant cal tenir especial compte, a causa de les següents dues principals diferències entre l'espai d'una dimensió i els de dimensions superiors:
1. Hi ha infinites maneres d'apropar-se a un punt en espais de dimensió superior, a diferència de dues maneres en el cas 1D (des de la direcció negativa i la positiva);
2. Hi ha múltiples objectes estesos associades a la dimensió; per exemple, una funció d'1D s'ha de representar com una corba en l'espai cartesià de 2D, però una funció de dues variables és una superfície en 3D, mentre que les corbes també poden trobar-se en l'espai tridimensional.

La conseqüència de la primera diferència fa que la definició dels límits i de la diferenciació no sigui la mateixa. Els límits i les derivades defineixen el límit i el diferencial al llarge d'una corba parametritzada d'una dimensió, reduint el problema al cas 1D. Es poden construir objectes de dimensió més elevada a partir d'aquests operadors.
La conseqüència de la segona diferència és l'existència de múltiples formes d'integració, incloses les integrals de camí, les integrals de superfície i les integrals de volum. Atès que aquestes integrals no són úniques, no es poden definir la primitiva o la integral indefinida pròpiament.

## Operacions típiques

### Límits i continuïtat

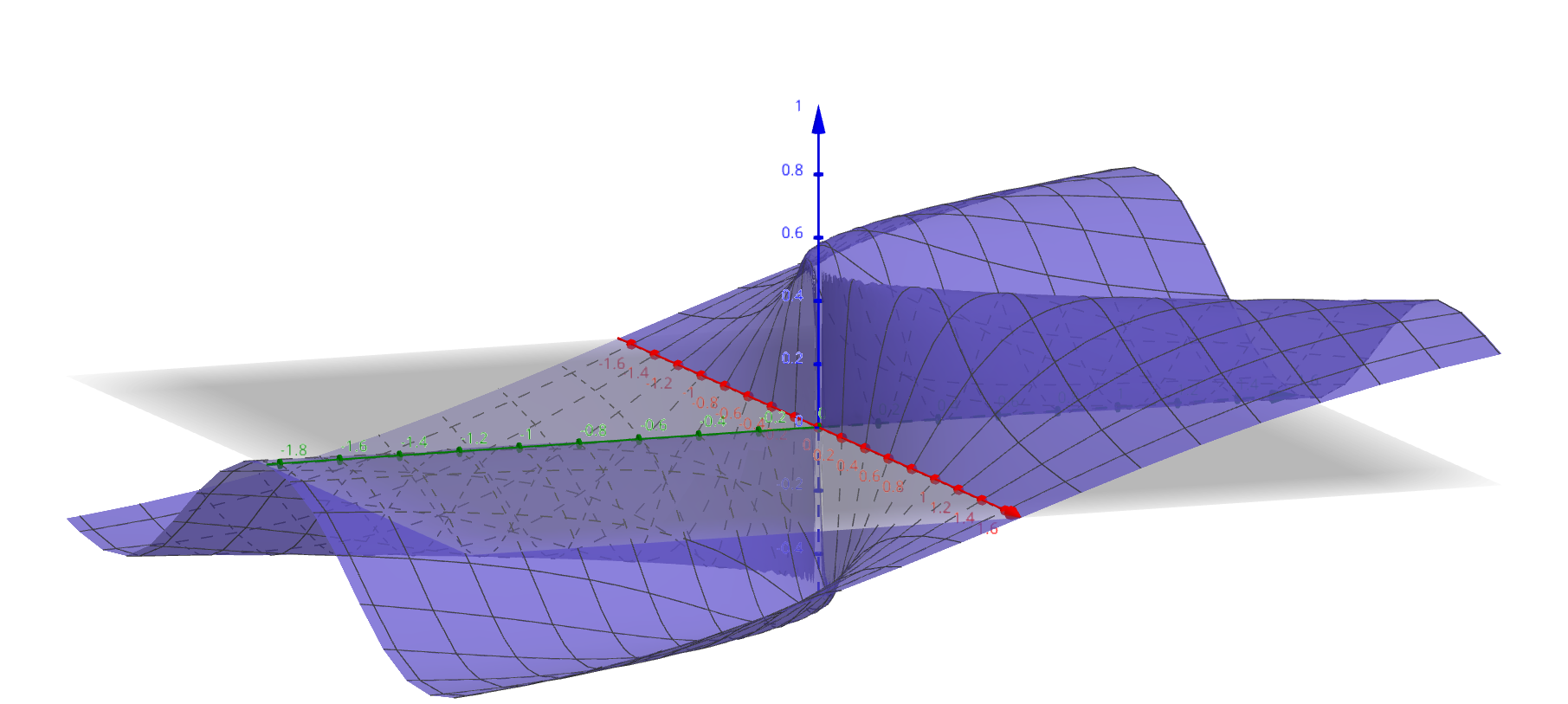
Gràfica de la funció f(x, y) = (x2y)/(x4 + y2)

Un estudi dels límits i la continuïtat en càlcul multivariable porten a molts resultats contraintuïtius que no es poden demostrar mitjançant funcions d'una sola variable.:19-22 Per exemple, hi ha funcions escalars de dues variables amb punts en el seu domini que donen un límit particular quan s'aproximen els seus valors a qualsevol línia arbitrària, però que donen un límit diferent quan són aproximats a una paràbola. Per exemple, la funció
{\displaystyle f(x,y)={\frac {x^{2}y}{x^{4}+y^{2}}}}
s'apropa a zero al llarg de qualsevol línia que passi a través de l'origen. Tanmateix, quan els valors de la funció s'apropen al d'una paràbola com {\displaystyle y=x^{2}}, llavors el límit tendeix a 0.5. Com que prendre camins diferents cap al mateix punt dona diferents valors al límit, el límit no existeix.
La continuïtat per cada argument no és condició suficient per garantir la continuïtat multivariable::17-19 Per exemple, en el cas de la funció amb valors reals de dos variables també reals, {\displaystyle f(x,y)}, la continuïtat de {\displaystyle f} en {\displaystyle x} per una {\displaystyle y} donada i la continuïtat de {\displaystyle f} en {\displaystyle y} per una {\displaystyle x} donada no implica la continuïtat de {\displaystyle f}. Com a exemple es considera
{\displaystyle f(x,y)={\begin{cases}{\frac {y}{x}}-y&{\text{si }}1\geq x>y\geq 0\\{\frac {x}{y}}-x&{\text{si }}1\geq y>x\geq 0\\1-x&{\text{si }}x=y>0\\0&{\text{altrament}}.\end{cases}}}
És fàcil comprovar que totes les funcions amb valors reals (amb un argument real) que són donades per {\displaystyle f_{y}(x):=f(x,y)} són contínues en {\displaystyle x} (per a qualsevol valor de {\displaystyle y}). De manera similar, totes les {\displaystyle f_{x}}
són contínues, ja que {\displaystyle f} és simètrica respecte a {\displaystyle x} i {\displaystyle y}. Tanmateix, {\displaystyle f} en si no és contínua, ja que es pot veure considerant la seqüència {\displaystyle f\left({\frac {1}{n}},{\frac {1}{n}}\right)} (per {\displaystyle n} natural) que hauria de convergir en {\displaystyle f(0,0)=0} si {\displaystyle f} fos contínua. Tanmateix,
{\displaystyle \lim _{n\to \infty }f\left({\frac {1}{n}},{\frac {1}{n}}\right)=1.} Per tant, la funció no és contínua en el punt {\displaystyle (0,0)}.

### Derivades direccionals
Es defineix la derivada d'una funció d'una sola variable com

| {\displaystyle {\frac {df}{dx}}=\lim _{h\to 0}{\frac {f(x+h)-f(x)}{h}}} | \| \| \| \| \| \| \| \| | (1) |
|                                                                         |                         |     |
|                                                                         |                         |     |
Utilitzant l'extensió dels límits comentada més amunt, es pot estendre la definició de la derivada d'una funció escalar {\displaystyle f:\mathbb {R} ^{n}\to \mathbb {R} } al llarg d'un camí {\displaystyle s(t):\mathbb {R} \to \mathbb {R} ^{n}}:

| {\displaystyle \left.{\frac {df}{dx}}\right\|_{s(t),t=t_{0}}=\lim _{h\to 0}{\frac {f(s(t_{0}+h))-f(s(t_{0}))}{\|s(t_{0}+h)-s(t_{0})\|}}} | \| \| \| \| \| \| \| \| | (2) |
| |                         |     |
| |                         |     |
A diferència dels límits, pels quals el valor depèn de la forma exacta del camí {\displaystyle s(t)}, es pot demostrar que la derivada al llarg d'un camí depèn només del vector tangent del camí a {\displaystyle s(t_{0})}, és a dir {\displaystyle s'(t_{0})}, sempre i quan {\displaystyle f} sigui Lipschitz a {\displaystyle s(t_{0})}, i que el límit existeixi en almenys un punt d'aquest camí.
| {\displaystyle s(t)=s(t_{0})+s'(\tau )(t-t_{0})} | \| \| \| \| \| \| \| \| | (3) |
|                                                  |                         |     |
|                                                  |                         |     |

|  |  |  |
|  |  |  |

| {\displaystyle \left.{\frac {df}{dx}}\right\|_{s(t),t=t_{0}}=\lim _{h\to 0}{\frac {f(s(t_{0})+s'(\tau )h)-f(s(t_{0}))}{\|s'(\tau )h\|}}} | \| \| \| \| \| \| \| \| | (4) |
| |                         |     |
| |                         |     |

|  |  |  |
|  |  |  |

| {\displaystyle \left.{\frac {df}{dx}}\right\|_{s(t),t=t_{0}}=\lim _{h\to 0}{\frac {f(s(t_{0})+s'(t_{0})h)-f(s(t_{0}))+O(h^{2})}{\|s'(t_{0})h\|+O(h^{2})}}} | \| \| \| \| \| \| \| \| | (5) |
| |                         |     |
| |                         |     |

|  |  |  |
|  |  |  |

Per tant, és possible generalitzar definint la derivada direccional de la següent manera: la derivada direccional d'una funció escalar {\displaystyle f:\mathbb {R} ^{n}\to \mathbb {R} } al llarg del vector unitari {\displaystyle {\hat {\mathbf {u}}}} en un punt {\displaystyle x_{0}\in \mathbb {R} ^{n}} és

| {\displaystyle \nabla _{\hat {\mathbf {u}}}f(x_{0})=\lim _{t\to 0}{\frac {f(x_{0}+{\hat {\mathbf {u}}}t)-f(x_{0})}{t}}} | \| \| \| \| \| \| \| \| | (6) |
| |                         |     |
| |                         |     |
o, expressat en termes de diferenciació ordinària,

| {\displaystyle \nabla _{\hat {\mathbf {u}}}f(x_{0})=\left.{\frac {df(x_{0}+{\hat {\mathbf {u}}}t)}{dt}}\right\|_{t=0}} | \| \| \| \| \| \| \| \| | (7) |
| |                         |     |
| |                         |     |
que és una expressió ben definida ja que {\displaystyle f(x_{0}+{\hat {\mathbf {u}}}t)} és una funció escalar en la variable {\displaystyle t}.
No es pot definir una derivada escalar única sense una direcció; és clar per exemple que {\displaystyle \nabla _{\hat {\mathbf {u}}}f(x_{0})=-\nabla _{-{\hat {\mathbf {u}}}}f(x_{0})}. També poden existir derivades direccionals en algunes direccions i no en d'altres.

### Derivades parcials
La derivada parcial generalitza la noció de derivada a dimensions superiors. Una derivada parcial d'una funció multivariable és la derivada respecte una de les variables amb tota la resta de variables considerats constants.:26ff
Les derivades parcials es poden entendre com a derivades direccionals de la funció al llarg dels eixos de coordenades.
Les derivades parcials poden ser combinades de maneres interessants per crear expressions més complicades de la derivada. En càlcul vectorial, l'operador nabla ({\displaystyle \nabla }) s'utilitza per definir els conceptes de gradient, divergència, i rotacional en termes de derivades parcials. Una matriu de deircades parcials, la matriu Jacobiana, pot ser usada per representar la derivada d'una funció entre dos espais de dimensió arbitrària. La derivada pot ser doncs entesa com una transformació lineal que varia directament d'un punt a l'altre dins del domini de la funció.
Les equacions diferencials que contenen derivades parcials s'anomenen equacions de derivades parcials o PDEs (de l'anglès partial differential equation). Aquestes equacions són generalment més difícils de solucionar que les equacions diferencials ordinàries, que contenen dericades respecte únicament una variable.:654ff

## Integració múltiple
La integral múltiple expandeix el concepte d'integral a qualsevol nombre de variables. Les integrals dobles i triples es poden utilitzar per calcular àrees i volums de regions en el pla i a l'espai. El teorema de Fubini garanteix que una integral múltiple pot ser avaluada com una integral repetida o integral iterada sempre que l'integrant sigui continu en tot el domini d'integració.:367ff
La integral de superfície i la integral de línia són utilitzades per integrar sobre varietats curvilínies com ara les superfícies i les corbes.

### Teorema fonamental del càlcul en múltiples dimensions
En càlcul d'una variable, el teorem fonamental del càlcul estableix un enllaç entre la derivada i la integral. L'enllaç entre la derivada i la integral en càlcul multivariable es dona en els teoremes integrals del càlcul vectorial::543ff
- Teorema del gradient
- Teorema de Stokes
- Teroema de la divergència
- Teorema de Green.

En un estudi més avançat del càlcul multivariable, es veu com aquests quatre teoremes són casos específics d'un teorema més general, el teorema de Stokes generalitzat, que té a veure amb la integració en forma diferencials sobre varietats diferenciables.

## Aplicacions i usos
Les tècniques de càlcul multivariable són utilitzades per estudiar molts objectes d'interès en el món material. En particular,
| Objecte          | Imatge | Domini/Codomini                                        | Tècniques aplicables                                                                               |
| ---------------- | ------ | ------------------------------------------------------ | -------------------------------------------------------------------------------------------------- |
| Corbes           |        | {\displaystyle f:\mathbb {R} \to \mathbb {R} ^{n}}     | Longitud de corbes, integrals curvilínies, i curvatura.                                            |
| Superfícies      |        | {\displaystyle f:\mathbb {R} ^{2}\to \mathbb {R} ^{n}} | Àrea de superfícies, integral de superfície, flux a través de superfícies, i curvatura.            |
| Camps escalars   |        | {\displaystyle f:\mathbb {R} ^{n}\to \mathbb {R} }     | Màxims i mínims, els multiplicadors de Lagrange, la derivada direccional.                          |
| Camps vectorials |        | {\displaystyle f:\mathbb {R} ^{m}\to \mathbb {R} ^{n}} | Qualsevol dels operadors del càlcul vectorial inclòs el gradient, la divergència, i el rotacional. |

El càlcul multivariable pot ser usat per analitzar sistemes determinístics amb múltiples graus de llibertat. Les funcions amb variables independents que es corresponen a cadascun dels graus de llibertat s'utilitzen sovint per modelar aquests sistemes, i el càlcul multivariable proveeix d'eines per caracteritzar la dinàmica de sistemes.
El càlcul multivariable s'utilitza en el control òptim de sistemes dinàmics continus en el temps. S'utilitza en l'anàlisi de la regressió per derivar fórmules en l'estimació de relacions entre diversos conjunts de dades empíriques.
El càlcul multivariable s'utilitza en molts camps de les ciències socials i naturals i en l'enginyeria per modelar i estuciar sistemes de moltes dimensions que exhibeixen comportaments determinístics. En economia, per exemple, l'elecció del consumidor sobre una varietat de béns, i l'elecció del productor sobre diverses opcions a utilitzar i a produir, és modelat amb càlcul multivariable. En les finances, els analistes quantitatius també usen sovint el càlcul multivariable per pronosticar tendències futures en el mercat de valors.
Els sistemes no determinístics o stochastic poden ser estudiats utilitzant un tipus diferent de matemàtiques, el càlcul estocàstic.